# Idar Burheim
Idar "Archaon" Burheim (ur. 6 czerwca 1979 w Drammen) - Norweski gitarzysta i producent muzyczny. Karierę zaczynał w mało znanym zespole Antaios. Od 2000 (jako Idar Burheim) do 2003 gitarzysta Funeral. Aktualnie gitarzysta black metalowej grupy 1349.

## Dyskografia
- Funeral - In Fields of Pestilent Grief (2002)[5]
- Nefarium - Ad Discipulum (2010, gościnnie)[6]